# Abbi Hübner
Albert Charles Otto „Abbi“ Hübner (* 4. Februar 1933 in Hamburg; † 27. Juli 2021 ebd.) war ein deutscher Jazztrompeter und Autor. Der promovierte Facharzt für Allgemein- und Arbeitsmedizin war von 1980 bis 1996 leitender Direktor des Ärztlichen Dienstes der Hamburger Behörde für Inneres und spielte Hot Jazz. Er war in den Jahren vor seinem Tod der älteste Hamburger Jazzmusiker.

## Leben und Schaffen
Hübner verbrachte die Kindheit in Eilbek mit Besuch der Volksschule Kantstraße, nach der Ausbombung durch die Royal Air Force 1943 bis 1944 Unterbringung in einem Barackenlager in Wesloe, einem kleinen Dorf bei Lübeck, und danach in einem Wohnwagen in Rahlstedt bis 1947. Ab 1943 zunächst Schüler des Lübecker Johanneums, danach ab 1944 der Oberschule für Jungen in Rahlstedt. Nach dem Tod des Vaters lebte er mit seiner Mutter in Armut und in der Nachkriegszeit am Rande des Hunger- und Erfrierungstodes. Nach Abitur und bestandenem Senatstest (höhere Beamtenlaufbahn) arbeitete er bei der Sozialbehörde. Dann studierte er zunächst die Fächer Deutsch, Geschichte, Sport bis 1957 und ab 1957 Medizin an der Universität Hamburg bis 1964. Nach dem Staatsexamen und Medizinalassistentenzeit in den Krankenhäusern Wandsbek und Barmbek erfolgte 1966 die Approbation. Seit 1970 war er beim Ärztlichen Dienst der Behörde für Inneres beschäftigt. Seine Promotion zum Doktor der Medizin mit einer Arbeit über die Belastung von Feuerwehrbeamten während einer Atemschutzübung erfolgte 1978.

### Musiker
Hübner begeisterte sich durch Sendungen des BFN für den Jazz. „Ich bin ein musikalisches Kind des BFN“, stellte er fest. Ab 1951 spielte er Trompete, erhielt Unterricht bei Günter Schoof und wurde 1953 Mitglied des Rahlstedter Posaunenchores, 1954 von Rommy Bakers Dixieland Wanderers, bevor er seine erste Band, die Low Down Wizards gründete. Er spielte weiterhin in Bands wie dem Original Barrelhouse Orchestra & Barrelhouse Skiffle' Group (1955/56), bevor er seine Jailhouse Jazzmen gründete, die er bis 1964 leitete. Die Band spielte 1963 die Musik in dem Theaterstück Alle Kinder Gottes haben Flügel von Eugene O’Neill im Jungen Theater unter der Regie von Friedrich Schütter.
Von 1964 bis zu seinem Tod bestanden Abbi Hübner's Low Down Wizards, in denen Hübner Trompete spielte und sang. Bereits 1967 belegte die Band auf dem Niederrheinjazzfestival in Viersen den ersten Platz. 1974 gewann Hübner einen Poll des Hamburger Abendblatts und wurde von den Lesern zum „besten Kornettisten/Trompeter Hamburgs“ gewählt. Hübner spielte außerdem mit Musikern wie Gene Conners, George Lewis, Kid Ory, Albert Nicholas, Ikey Robinson, Lillian Boutté, Janice Harrington und Emmanuel Sayles, mit denen er teilweise auch aufnahm. Er trat zudem mit Bands wie der Barrelhouse Jazzband (Frankfurt), der Maryland Jazz Band of Cologne, der Original Storyville Jazzband (Wien), Papa Bue’s Viking Jazzband, Sidney’s Blues (Berlin), der Riverside Jazzband (Hamburg), den Jazz Lips (Hamburg), dem New Orleans Quarter (Hamburg) und dem Trevor Richards Trio auf. 1986 wirkte er als Musiker und Darsteller in Hark Bohms Spielfilm Der kleine Staatsanwalt, sowie in einem Dokumentarfilm über Ken Colyer mit.
Aufnahmen entstanden mit dem Original Barrelhouse Orchestra & Skiffle Group, den Jailhouse Jazzmen, den Abbi Hübners Low Down Wizards, den Oldtime All Stars, den Hot Swingsters, Hamburg, den Art Hodes Blues Serenaders, der King Oliver Heritage Jazzband, der European Jazz Association, der Barrelhouse Jazzband, Reimer von Essens Buddy Bolden Band sowie den Musikern Albert Nicholas und Gene Conners.

### Autor
Von 1984 bis in die neunziger Jahre war Hübner freier Mitarbeiter der Jazzredaktion des NDR, schrieb und sprach Hunderte von Sendungen, so die Serien „Im Schatten des Giganten“, „Jazz Classics“ und „Hot Jazz“. Er verfasste ein Buch über Louis Armstrong sowie mehrere Beiträge für die Bücher „And Our Hearts in New Orleans. Die Geschichte des Hot Jazz in Hamburg, 1950 bis 2000“ und „Begegnungen: Wie der Jazz unsere Herzen gewann“ von Klaus Neumeister, einige Kapitel in dem Buch „Swinging Hamburg – Jazz in Hamburg von A bis Z“, das Kapitel „The Gov'ner“ in der Ken-Colyer-Biographie (2006), die Serie The Cradle of Jazz (die Entstehungsgeschichte der Jazzmusik, veröffentlicht im Swinging Hamburg Journal bis 2006) sowie die Broschüre „Low Down Dirty Shame Blues“ (in der 4-CD-Box „Go down to New Orleans. Musik und Geschichte einer Hamburger Band“). Hübners Buch über Louis Armstrong wurde nach seinem Erscheinen 1994 von Werner Burkhardt im Hamburger Abendblatt und Michael Naura in Die Zeit als Sachbuch des Jahres gefeiert.
Gedichte von Hübner erschienen in verschiedenen Anthologien und Zeitschriften, so in „Spuren auf meiner Seele“ (Wenig, Dorsten 1994), im „Almanach deutschsprachiger Schriftstellerärzte“ (Lübeck 1996 und 1997) und im „Jahrbuch Lyrik 2000“ (Wenig, Dorsten 2001).

## Preise und Auszeichnungen
- 3. Platz als Trompeter auf dem Deutschen Amateur-Jazzfestival in Düsseldorf 1957
- 1962[3] und 1963[4] mit den Jailhouse Jazzmen Gewinner der Bandbattle um den Titel „Beliebteste Jazzband Hamburgs“
- 1974 Gewinner der Abendblattumfrage nach dem besten Jazztrompeter Hamburgs.[5]
- 2016 wurde Hübner für sein Lebenswerk durch den Park Lane Jazzclub Osnabrück als Keeper of the Flame gewürdigt.[6]

## Schriften
- Louis Armstrong. Sein Leben, seine Musik, seine Schallplatten. Oreos, Waakirchen 1994, ISBN 3-923657-35-8.
- Spaß- und ParOdiesvogel im Nest der Weltliteratur. Klönschnack, Hamburg 2015, ISBN 978-3-945940-00-6.